# Kwitnący sad otoczony cyprysami
Kwitnący sad otoczony cyprysami – dwa obrazy olejne namalowane przez Vincenta van Gogha w kwietniu 1888 podczas jego pobytu w miejscowości Arles.
1. Kwitnący sad otoczony cyprysami I (hol. Boomgaard door cypressen omzoomd, ang: Orchard in Blossom, Bordered by Cypresses)[1], nr kat.: F 554, JH 1388, obecnie w zbiorach Collection Richard J. Bernhard w Nowym Jorku;
2. Kwitnący sad otoczony cyprysami II (hol. Boomgaard door cypressen omzoomd, ang: Orchard in Blossom, Bordered by Cypresses)[2], nr kat.: F 513, JH 1398, obecnie w zbiorach Kröller-Müller Museum w Otterlo.

## Historia i opis
W marcu i kwietniu 1888 Vincent van Gogh malował lokalne pejzaże Arles używając zakratowanej ramy do wykreślania perspektywy. Tematem, który szczególnie zauroczył go w owym czasie, były kwitnące sady i pojedyncze drzewa, ponieważ przypominały mu japońskie pejzaże. Jednym z namalowanych wówczas obrazów jest Kwitnący sad otoczony cyprysami.

Oto croquis – pisał artysta 12 kwietnia 1888 w liście do Émile’a Bernarda – wejście do prowansalskiego sadu z żółtym, trzcinowym ogrodzeniem, z ochronami (przed mistralem), czarnymi cyprysami, z typowymi warzywami w różnych kolorach zieleni, żółtymi sałatami, cebulami, czosnkiem i szmaragdowymi porami.

Oba obrazy przedstawiają widok na ogród ze strumykiem na pierwszym planie i z cyprysami w tle. Pierwszy z nich stanowi wstępny szkic do drugiego. Ma on mniejszy format i jest mniej dopracowany, będąc jedynie zapisem motywu; przedstawia szczegółowo topografię miejsca, ograniczonego z obu stron dwiema ogrodzonymi chatkami. Ta wersja zdradza użycie przez artystę ramy do wykreślania perspektywy, co jest uwidocznione przez punkt zbiegu linii perspektywy z lewej strony płaszczyzny obrazu, ukośnym biegu strumyka i ścieżki oraz linii wierzchołków drzew zniżających się w kierunku horyzontu. Obraz ten pozostaje szkicem, ponieważ ujmuje temat raczej w kategoriach konturu niż koloru; to bardziej rysunek niż obraz. Sprawia on wyraźnie wrażenie niedokończonej impresji, z delikatnym zarysem całości i widocznymi pośród drzew, bezładnymi smugami gęstej, białej farby wyciśniętej z tuby.
W wersji drugiej jest jeszcze więcej pociągnięć pędzla. Długie linie konturów zostały tu zastąpione szorstkimi wiązkami niezmieszanych barw. Nowym elementem jest leżąca na ziemi drabina, stanowiąca ledwo dostrzegalny akcent markujący głębię przestrzeni. Artysta wprowadził ją dla wskazania, iż ta wersja obrazu jest późniejsza.
Oba obrazy są pełne światła i koloru, co wskazuje, iż były one inspirowane impresjonizmem; wersja druga jest w tym względzie bardziej radykalna. Artysta, w eksperymentalnym zapale, wyeliminował dyskretnie cienie z obrazu. Usuwając wszystko, co mogłoby wskazywać na źródło światła poza obrazem, osiągnął efekt oświetlenia obiektów od wewnątrz, a nawet, w pewnym sensie, świecenia przez nie same, dzięki czemu stworzyły one pogodny nastrój. O ile brak cieni na obrazie pochodzi z japońskich drzeworytów, gdzie jest on zasadą, to temat światła jest tu rdzennie europejski.